# Алоги

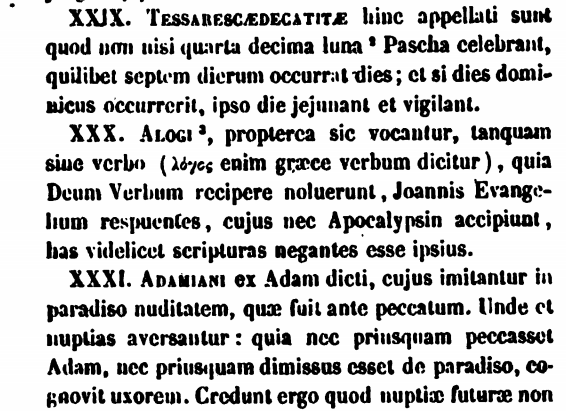
Августин об алогах в сочинении «De Haeresibus ad Quodvultdeum Liber Unus» («О ересях к Кводвультдею в одной книге»)

А́логи (др.-греч. ἄλογοι от др.-греч. ἀ- — приставка со значением отсутствия, соответствует в  русском языке «не-», «без-» + др.-греч. λόγος — слово; лат. alogi; др.-рус. бесловєсьни) — христианская секта, в конце II века особенно распространенная в Малой Азии и в Риме, видевшая в Иисусе Христе лишь простого человека, названного Сыном Божиим вследствие своего духовного совершенства. 
Вследствие такого взгляда секта эта не признавала и Евангелие от Иоанна, в котором Христос назван вечным божественным «Логосом». Наряду с этим Евангелием алоги отрицали и другие сочинения, приписываемые Иоанну, особенно Апокалипсис, подвергая их не столько догматической, сколько логической критике и открывая в них разные несообразности. Таким образом, они были ранними представителями библейской критики Нового Завета.
Название алоги имеет двоякий смысл: оно указывает на неприятие ими доктрины о божественном логосе, и на их утверждение, что её сторонники лишены здравого смысла.